# Forteresse d'Ajyad

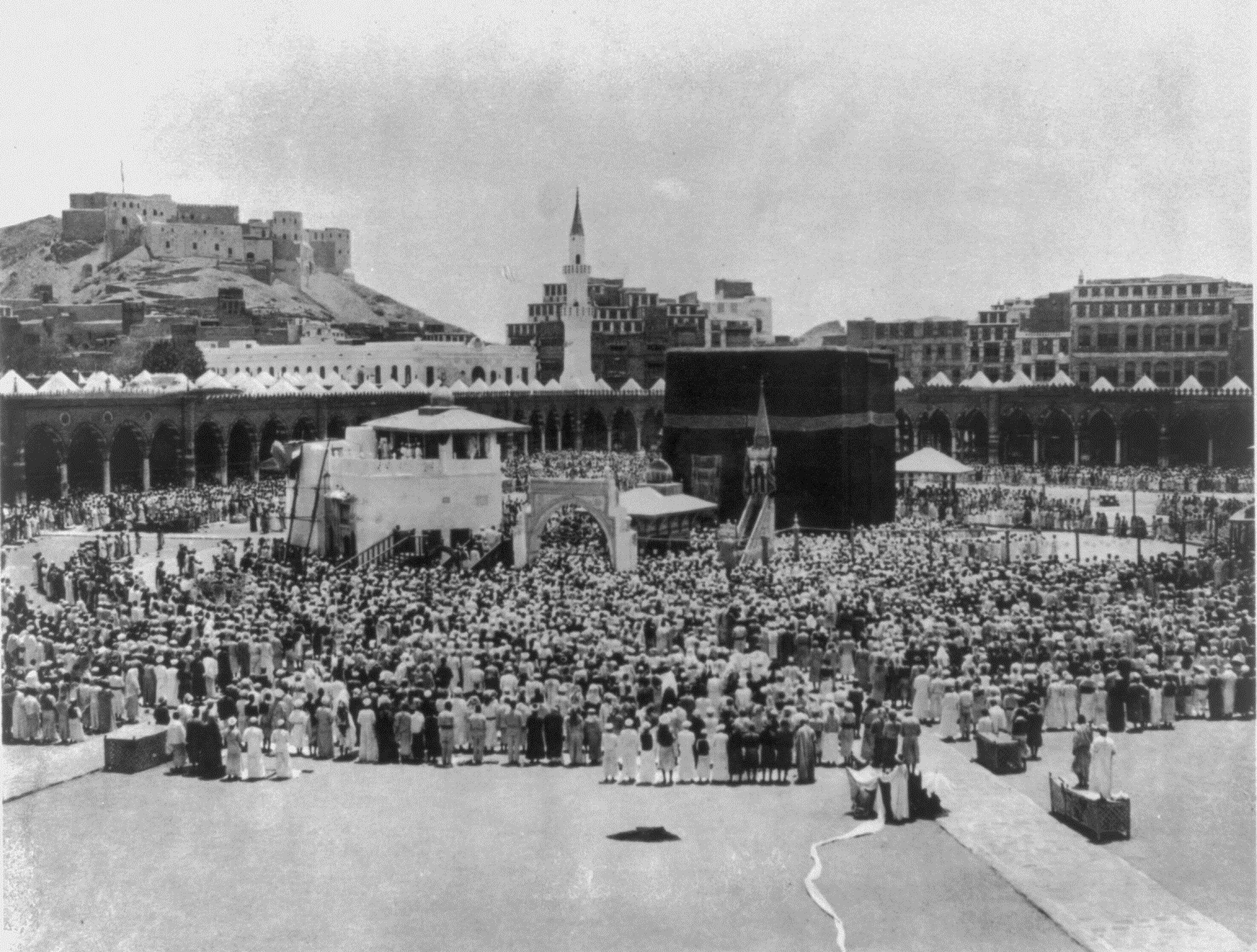
La Forteresse d'Ajyad au fond à gauche de la Kaaba, en 1889.

La forteresse d'Ajyad (en turc : Ecyad Kalesi; en arabe: قلعة أجياد)  était une citadelle construite par l'Empire ottoman située à La Mecque en Arabie saoudite.  Elle a été détruite par le gouvernement saoudien en 2002. 

## Histoire
La forteresse fut construite vers 1775 pour protéger la Kaaba contre des bandits et des envahisseurs.  Elle a été détruite en 2002 par le gouvernement saoudien pour la construction du complexe des Abraj Al Bait Towers. Le gouvernement turc a condamné la destruction de la forteresse. 